# Jacques Couëlle
Pour les articles homonymes, voir Couëlle.
Jacques Couëlle (7 septembre 1902 à Marseille - 13 février 1996 à Paris 7e) est un architecte français dont l'œuvre est marquée par le mouvement de l'architecture-sculpture.

## Biographie
(juillet 2024).
Jacques Couëlle est un architecte autodidacte. Inclassable, il reste en marge des grands mouvements de l’architecture, et en particulier du Mouvement moderne. En 1946, il fonde le Centre de recherches des structures naturelles où sont établies « des études et applications à l’habitat humain des phénomènes naturels et de l’architecture de l’instinct, de l’architecture des végétaux et des corps organisés ». Surnommé « l’architecte des milliardaires », il a réalisé des maisons exceptionnelles.
L’architecture de Jacques Couëlle, avec ses formes sculpturales en béton projeté et sculpté, évoque le mouvement de l’architecture-sculpture né après guerre. Rompant avec le Mouvement moderne qui plébiscite l’angle droit, les architectes de ce mouvement construisent des maisons aux formes organiques et sculpturales, à l’image des maisons ovoïdes d’Antti Lovag, l’élève de Jacques Couëlle, comme le « Palais Bulles » (1975), propriété de Pierre Cardin ou la maison du Rouérou (1989) à Tourrettes-sur-Loup. 
La spécificité de l’architecture de Couëlle tient à son rapport à la nature : ses maisons s’intègrent parfaitement dans leur environnement naturel parce qu’elles empruntent ses formes. Elles sont des « maisons-paysage ». Pour l’architecte, « Il ne suffit pas de créer des volumes qui, à l’intérieur offrent à l’homme un espace heureux, et qui, à l’extérieur, soient beaux : il faut que les volumes s’intègrent à l’environnement ».
Ce rapport à la nature l’associe à l’architecture organique d'Antoni Gaudí, à l’image du célèbre parc Güell (1900-1914) à Barcelone où les chemins creusés dans la pente comme des cavernes suivent les contours du terrain.

## Réalisations
- Bastide Saint-François (1925-1936) à Grasse (Alpes-Maritimes) ;
- Villa Goupil à Chevreuse (Yvelines) ;
- Village troglodyte de Castellaras le vieux avec son château et Castellarras-le-Neuf (1955-1963), Mouans-Sartoux (Alpes-Maritimes) ;
- Domaine privé La Galère (à partir de 1967), Théoule-sur-Mer[2] ;
- Maison de l'Escaillon (Saint-Jean-de-l'Esterel) (1981)[3] ;
- Maison « Les Pierres Levées » (1994) à Louveciennes (Yvelines)[4] ;
- Maison de maître sur l'île d'Arros[5],[6] ;
- Appartement du poète Jacques Prévert à Paris[7].
- Turkler Sultaneli villas.